# Léon Chic
Pour les articles homonymes, voir Chic.
Léon Chic est un chef de musique militaire et compositeur français né le 28 avril 1819 à Oviedo (Espagne) et mort le 16 juin 1916 à Brest.

## Biographie
Léon-Prudencio Chic naît le 28 avril 1819 à Oviedo, en Espagne,.  
Il est le fils d'un chef de musique de l'armée espagnole, d'origine française, avec qui il commence ses études musicales,.
Il commence sa carrière de chef sous l'autorité de l'amiral Leblanc (station navale du Brésil et des mers du Sud).
En 1849, son ouverture Sainte-Cécile est couronnée au concours du ministère de la Guerre et il est nommé chef de la Musique des équipages de la flotte de la division de Brest en 1850,.  
En 1858, il est décoré de la Légion d'honneur par Napoléon III, à l'occasion d'un grand bal donné en l'honneur de l'Empereur,.
Léon Chic prend sa retraite de la Marine en 1879 mais reste une personnalité musicale active, au sein notamment de plusieurs jurys de concours de musiques militaires et d'orphéons.
Très attaché à la Bretagne, il s'en inspire dans nombre de ses compositions.
Comme compositeur, il est l'auteur de musiques originales pour orchestre d'harmonie et de nombreuses transcriptions, fantaisies et adaptations de morceaux classiques et modernes, ouvertures et suites, de Mozart, Weber et Rossini notamment.
Léon Chic meurt le 16 juin 1916 à Brest,. Il était chevalier de la Légion d'honneur, chevalier de l'ordre de Saint-Stanislas, officier d'Académie, membre de la Société académique de Brest.

## Œuvres
On doit à Léon Chic plus de quatre cents œuvres,, des pas redoublés, marches, retraites ou polkas, des pages descriptives, ainsi que plusieurs transcriptions et arrangements en fantaisies d'ouvrages lyriques. En ce domaine, signalons La Création de Haydn, des polonaises de Chopin, l'ouverture des Franc-Juges de Berlioz, le final de la Première symphonie de Beethoven, l'adagio et menuetto de la Quatrième symphonie, Léonore, Sonate pathétique, l'ouverture de Manfred de Schumann, la Schiller-Marsch de Meyerbeer, souvent « citée en exemple comme modèle de goût et d'habileté d'orchestration ».
À son catalogue, figurent également, :
- Recueil d'airs nationaux et Domine Salvum, arrangés de manière à pouvoir être exécutés par 10 instrumentistes comme par les musiques les plus complètes (1869)
- Le Retour du pardon, grande fantaisie avec solo de musette sur des airs populaires de Bretagne (1877)
- Le Pardon de Ploërmel, fantaisie d'après Meyerbeer (1883)
- Heure de féerie (1889)
- Les Pyrénées (1890)
- Au fil de l'eau, polka (1896)
- À travers champs, idylle rustique (1898)
- Champagne rose, mazurka (1900)
- À toute vapeur, pas redoublé pour harmonie et fanfare (1903)
- Le Retour des moissonneurs, gavotte
- Fantaisie espagnole
- Quadrille rustique
- Marche des escadres
- Les Pupilles de la Marine
- Espoir charmant
- Gai ombrage
- Invitation au boléro
- Marche des Cannières
- Marche funèbre
- Sainte-Cécile, ouverture
- Une nuit à Séville, sérénade
- Les Deux marins
- L'Orphéon en fête
- Salut aux Orphéons